# Секерчина (Лімановський повіт)
Секерчина (пол. Siekierczyna) — село в Польщі, у гміні Ліманова Лімановського повіту Малопольського воєводства.
Населення — 1722 особи (2011).
У 1975—1998 роках село належало до Новосондецького воєводства.

## Географія
У селі бере початок річка Сломка.

## Демографія
Демографічна структура станом на 31 березня 2011 року:
|          | Загалом | Допрацездатний вік | Працездатний вік | Постпрацездатний вік |
| -------- | ------- | ------------------ | ---------------- | -------------------- |
| Чоловіки | 854     | 254                | 552              | 48                   |
| Жінки    | 868     | 243                | 488              | 137                  |
| Разом    | 1722    | 497                | 1040             | 185                  |